# Peter Müllenberg
Peter Müllenberg (ur. 30 grudnia 1987 w Almelo) – holenderski bokser, dwukrotny medalista Europy, uczestnik igrzysk olimpijskich w 2016 roku.

## Kariera sportowa

### Mistrzostwa
Wychowywał się w Twente, a trenował w Apeldoorn. Do 15 roku życia trenował piłkę nożną, później zamienił ją na treningi pięściarskie.
Müllenberg startował w mistrzostwach świata, w tym w 2011 roku w wadze średniej, w 2013 oraz 2015 roku. Był także członkiem holenderskiej drużyny podczas Igrzysk Europejskich 2015 w Baku.
Dwukrotnie zdobywał srebrne medale na mistrzostwach Europy w Boksie: w 2013 oraz 2015 roku.
Jako członek wojsk holenderskich brał udział w zawodach dla wojskowych. Zdobył na nich trzy medale: złoto w 2014 oraz srebro w 2010 roku na Wojskowych Mistrzostwach Świata, a także złoty medal w 2011 roku na światowych wojskowych igrzyskach sportowych.

### Igrzyska olimpijskie
Kwalifikację olimpijską zdobył na Europejskim Turnieju Kwalifikacyjnym w kwietniu 2016 roku po pokonaniu Mehmeta Ünala w półfinale. Był wówczas pierwszym od 1992 roku holenderskim bokserem, który uzyskał taką kwalifikację. Na igrzyskach olimpijskich w Rio de Janeiro wziął udział w wadze półciężkiej. W 1/16 pokonał Irańczyka Ehsana Rouzbahaniego 3-0, zaś w 1/8 przegrał z reprezentantem Azerbejdżanu Teymurem Məmmədovem.
Pierwszą oficjalną walkę stoczył 27 października 2018 roku.

## Życie prywatne
Peter Müllenberg żonaty jest z Essją, ma syna Noaha. Od 2009 roku jest członkiem Koninklijke Landmacht.